# أونغ لا نسانغ
أونغ لا نسانغ (بالبورمية: အောင်လအန်ဆန်း؛ مواليد 21 مايو 1985) هو مُقاتل فنون قتالية مختلطة من الكاشين.

## وصلات خارجية
- أونغ لا نسانغ على موقع بيلاتور (الإنجليزية)
- أونغ لا نسانغ على موقع شيردوغ (الإنجليزية)
- أونغ لا نسانغ على موقع Tapology.com (الإنجليزية)
- أونغ لا نسانغ على موقع IMDb (الإنجليزية)